# علی شوکت
علی شوکت (انگلیسی: Ali Shaukat; ۶ اکتبر ۱۸۹۷ – ۲۵ فوریهٔ ۱۹۶۰) بازیکن هاکی روی چمن اهل هند بود.
وی به‌همراه تیم ملی هاکی روی چمن مردان هند به قهرمانی بازی‌های المپیک تابستانی ۱۹۲۸ دست پیدا کرده‌است.